# Kostanay (tỉnh)
Kostanay là một tỉnh của nước cộng hoà Kazakhstan, với thủ phủ là thành phố Kostanay chiếm 23% dân số (207.000 người) trên 900.300 người dân số toàn tỉnh. Ngoài thành phố Kostanay, trên địa bàn của tỉnh còn có thành phố Rudni cũng là một thành phố lớn.

## Địa lý
Tỉnh Kostanay có chung đường biên giới với Nga ở phía bắc và tây bắc, tiếp giáp với các tỉnh Chelyabinsk, Kurgan và Orenburg của Nga và toạ lạc gần dãy núi Ural. Kostanay cũng tiếp giáp với 4 tỉnh khác của Kazakhstan: giáp với tỉnh Aktobe về phía tây nam, và về phía tây lần lượt từ đông bắc xuống đông nam là tỉnh Bắc Kazakhstan, Akmola và Karagandy. Sông Tobol (Tobyl), một nhánh của sông Irtysh, bắt nguồn ở đây và chảy qua địa bàn tỉnh và ngược lên phía bắc vào nước Nga. Tỉnh Kostanay có diện tích 197.000 km2, là tỉnh có diện tích lớn thứ sáu của Kazakhstan.

## Khí hậu
Nhiệt độ trung bình: Tháng Giêng: -18 đến -19 ° С, tháng bảy: 19-22 ° С. Trong mùa đông, nhiệt độ có thể lạnh đến -25 đến -30 °C. Vào mùa hè, nhiệt độ có thể lên đến 30 °C. Lượng mưa hàng năm là 300–350 mm ở khu vực phía Bắc và 240 đến 280 mm ở phía nam. Mùa sinh trưởng 150-175 ngày ở phía bắc và 180 ngày ở phía nam.

## Nhân khẩu
Theo điều tra dân số năm 1999, các nhóm dân tộc chủ yếu là Nga (42,27%) và Kazakhs (30,93%). Dân tộc thiểu số quan trọng nhất là Ukraina (12,82%), Đức (5,64%), Byelorussian (2,46%), Tatar (1,97%), Pole (0.21%) và những dân tộc khác (3,70%).
Đến năm 2006, Kazakhs chiếm 33,8% và Nga chiếm 41,7% dân số. Đức đã giảm xuống còn 3,9%.
Cấu trúc Kazakhs - Nga 46,6% - 28,6%

## Hành chính
Tỉnh Kostanay được chia thành 16 huyện và các thành phố Kostanay, Arkalyk, Lisakovsk, và Rudniy.
1. Huyện Altynsarin trung tâm hành chính là Obagan;
2. Huyện Amangeldi trung tâm hành chính là Amangeldi;
3. Huyện Auliekol trung tâm hành chính là Auliekol;
4. Huyện Denisov trung tâm hành chính là Denisovka;
5. Huyện Fyodorov trung tâm hành chính là Fyodorovka;
6. Huyện Kamysty trung tâm hành chính là Kamysty;
7. Huyện Karabalyk trung tâm hành chính là Karabalyk;
8. Huyện Karasu trung tâm hành chính là Karasu;
9. Huyện Kostanay trung tâm hành chính là Zatobolsk;
10. Huyện Mendykara trung tâm hành chính là Borovskoye;
11. Huyện Nauyrzym trung tâm hành chính là Karamendy;
12. Huyện Sarykol trung tâm hành chính là Sarykol;
13. Huyện Taran trung tâm hành chính là Taran;
14. Huyện Uzunkol trung tâm hành chính là Uzunkol;
15. Huyện Zhangeldi trung tâm hành chính là Torgay;
16. Huyện Zhetikara trung tâm hành chính là Zhetikara.

Năm địa phương sau đây trong Kostanay tỉnh có tư cách thị trấn: Kostanay, Arkalyk, Lisakovsk, Rudniy, và Zhetikara.

## Liên kết
- http://www.kostanay.kz Lưu trữ ngày 3 tháng 11 năm 2008 tại Wayback Machine